# Leucotenes
Leucotenes là một chi bướm đêm thuộc phân họ Tortricinae của họ Tortricidae.

## Các loài
- Leucotenes coprosmae (Dugdale, 1988)